# Thet Win Aung
Thet Win Aung (* 27. August 1971; † 16. Oktober 2006 in Mandalay) war ein birmanischer Studentenführer und politischer Gefangener.

## Politisches Leben
Seit 1988 nahm Thet Win Aung an Protesten gegen das Militärregime in Myanmar, dem ehemaligen Birma, teil. 1989 wurde er Vize-Generalsekretär der nicht zugelassenen studentischen Vereinigung Basic Education Student Union (BESU). Wegen dieser Aktivitäten wurde er im September 1991 von der Schule gewiesen und kam für 9 Monate ins Gefängnis, wo er gefoltert wurde. Nach seiner Entlassung wurde er ein führendes Mitglied der illegalen studentischen Dachorganisation All Burma Federation of Student Unions (ABFSU), im Jahre 1994 ihr Generalsekretär.
Thet Win Aung war an der Organisation von friedlichen Studentendemonstrationen in Rangun beteiligt, bei denen Verbesserungen im Bildungswesen und die Freilassung von politischen Gefangenen gefordert wurden. Er wurde im Oktober 1998 erneut festgenommen und im Januar 1999 zu 52 Jahren Haft verurteilt – das Strafmaß wurde später auf 59 Jahre erhöht. Amnesty International machte auf das Schicksal Thet Win Aungs aufmerksam, u. a. mit der Aktion „Briefe gegen das Vergessen“ im Februar 2000. Thet Win Aung trat 2002 aus Protest gegen die Haftbedingungen im Kalay-Gefängnis von Sagaing in den Hungerstreik.

## Tod und Reaktionen
Thet Win Aung starb am 16. Oktober 2006 im Gefängnis von Mandalay im Alter von 34 Jahren, vermutlich an den Folgen der Folterungen, die ihm während seiner Haft zugeführt wurden. Sein Gesundheitszustand galt als schlecht, da er auch unter weiteren Krankheiten (Malaria) litt, ihm aber weitergehende medizinische Hilfe von außen versagt wurde. Die birmanischen Behörden hatten am 30. September 2006 seinen Bruder Ko Pyone Cho verhaftet, der ebenfalls in der studentischen Bewegung aktiv ist. Der Vater der beiden Studenten, Win Maung, mutmaßte, dass Thet Win Aung an einem Herzanfall starb, nachdem er von der Verhaftung seines Bruders gehört hatte. Über die Situation von Ko Pyone Cho selbst, der in Isolationshaft sitzt, hatte die Familie im Oktober noch keine Informationen.
Am 22. Oktober 2006 gedachten die Familie und etwa 1000 Sympathisanten und Freunde Thet Win Aungs in einer buddhistischen Zeremonie in Rangun – unter der Beobachtung des Geheimdienstes. Birmanische Exilanten in Neu-Delhi und London erklärten ebenfalls ihre Solidarität.
Einige europäische Regierungen, darunter Norwegen und Frankreich, verurteilten seinen Tod offiziell und verlangten von der birmanischen Regierung eine Untersuchung über die Todesursache. Zuvor hatte die Europäische Union bereits gefordert, Thet Win Aung aus humanitären Gründen freizulassen, was von Myanmar abgelehnt wurde. 